# Igreja nativa polaca

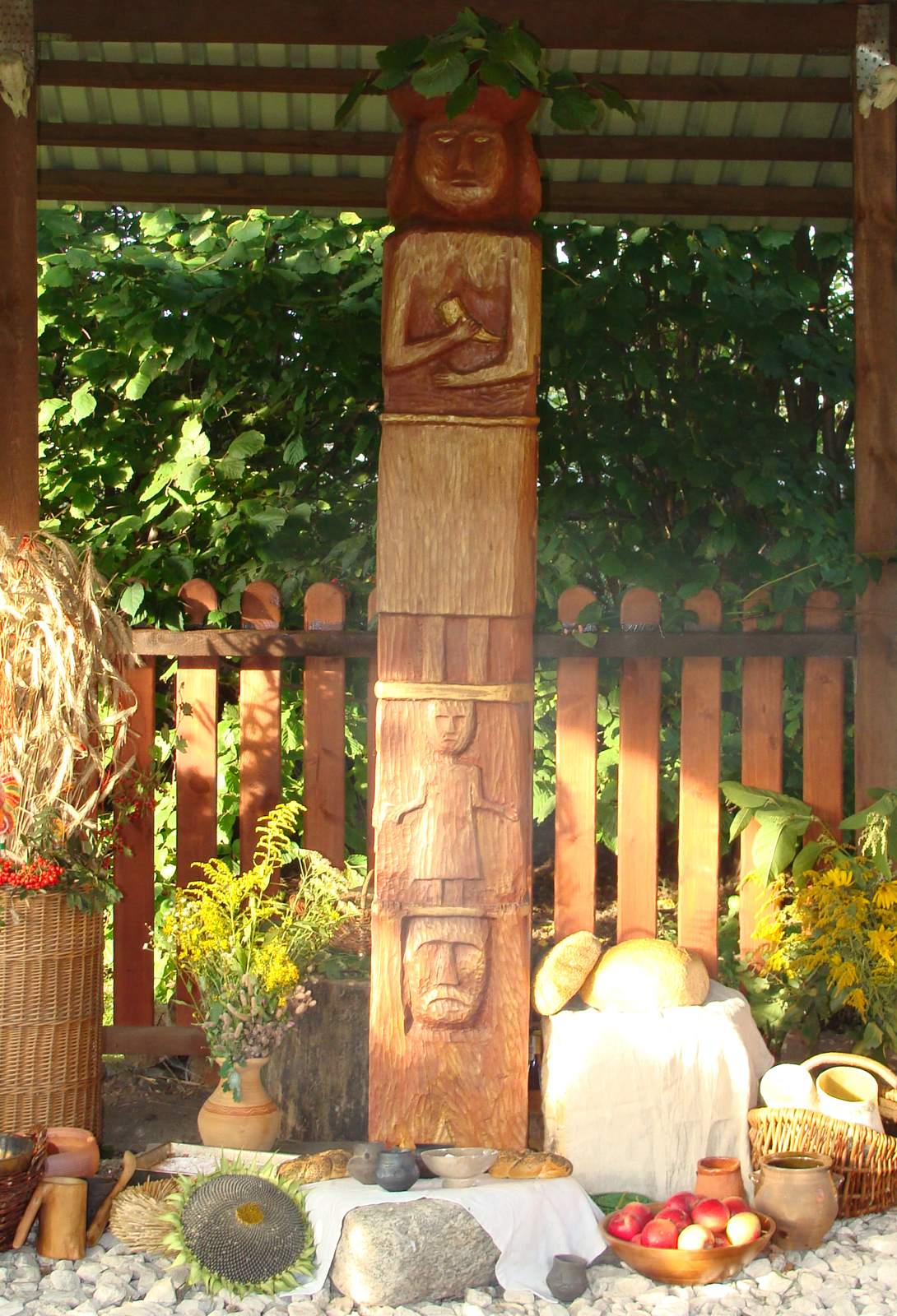
Chram Mazowiecki RKP (2009)

A Igreja Nativa Polaca (Rodzimy Kosciół Polski, sigla RKP) é uma organização neopagã polaca.
A associação foi fundada em 1995 por Lech Emfazy Stefanski, actual director e guia espiritual do grupo. Emfazy Stefanski foi em seu dia presidente da Sociedade Psicotrônica Polaca, e também é autor do livro Wyrocznia słowiańska. Magiczny krąg Świętowita ("O oráculo eslavo. Círculo mágico de Svantevit", 1993).
A religião da Igreja Nativa Polaca reinterpreta o antigo politeismo eslavo no sentido enoteístico, já que a variedade de divinidades do panteão eslavo se identifica como aspectos ou manifestações de um deus supremo que por sua vez é identificado con o dios Svetovit.
O RKP tem sua sede em Varsóvia e conta com centenas de membros que não pagam nenhuma cota.